# Brighella
Brighella (in bergamasco Brighèla) è una maschera popolare bergamasca della commedia dell'arte. Deve il suo nome al suo carattere vivace, attaccabrighe, insolente e dispettoso.
È il migliore amico di Arlecchino: entrambi sono i servi della commedia dell'arte ed entrambi sono nati a Bergamo. Al contrario dell'amico, tuttavia, Brighella non fa solo il servo ma un'infinità di altri mestieri più o meno leciti, per cui si ritrova sempre in mezzo a svariati intrighi.
Elementi caratteristici principali del personaggio sono la prontezza e l'agilità della sua mente, che utilizza per escogitare inganni e trappole in cui far cadere il prossimo solo per il gusto di imbrogliare gli altri. È inoltre intrigante, molto furbo, senza scrupoli e un bugiardo capace di raccontare frottole con tale sicurezza e convinzione che è quasi impossibile distinguerle dalla verità. Inoltre è molto abile nel cantare, suonare e ballare.
Viene raffigurato con giacca e pantaloni decorati con galloni verdi; ha inoltre scarpe verdi con pompon neri. Il mantello è bianco con due strisce verdi mentre la maschera e i capelli sono neri.

## Storia
La più antica notizia storica della maschera è il testamento di Sivello del 1601, che assegnò questo nome a un villano bergamasco.
Intorno alla metà del XVII secolo la fama di Brighella fu documentata anche in Francia; nello stesso periodo venne messa a punto la tenuta di Brighella, parodiante quella di un maggiordomo, mentre il suo carattere venne definito in modo chiaro da Carlo Goldoni. Con la diffusione del nome, per merito di Carlo Cantù e Francesco Gabrielli, anche il ruolo della maschera si espanse fino ad assumere parti di protagonista. Oltre alle definizioni impartite da Goldoni, si ricordano le antologie di atti scherzosi e buffi brighelleschi ideati da Atanasio Zannoni alla fine del Settecento.
Nella commedia Il servitore di due padroni di Goldoni, Brighella è il proprietario della locanda, testimone di nozze di Silvio e Clarice nonché amico di Pantalone. Personaggio senza scrupoli, furbo e bugiardo, capisce l'inganno di Beatrice ma non lo svelerà.
Tra gli interpreti del XVIII secolo e del XIX secolo, si mise in evidenza Antonio Martelli, che recitò sotto la guida di Carlo Goldoni, invece nel XX secolo spicca Franco Parenti; il testimone passò poi negli anni 1970 a Gianfranco Mauri, quindi a Enrico Bonavera.